# 3月3日
3月3日（さんがつみっか）は、グレゴリオ暦で年始から62日目（閏年では63日目）にあたり、年末まであと303日ある。

## できごと

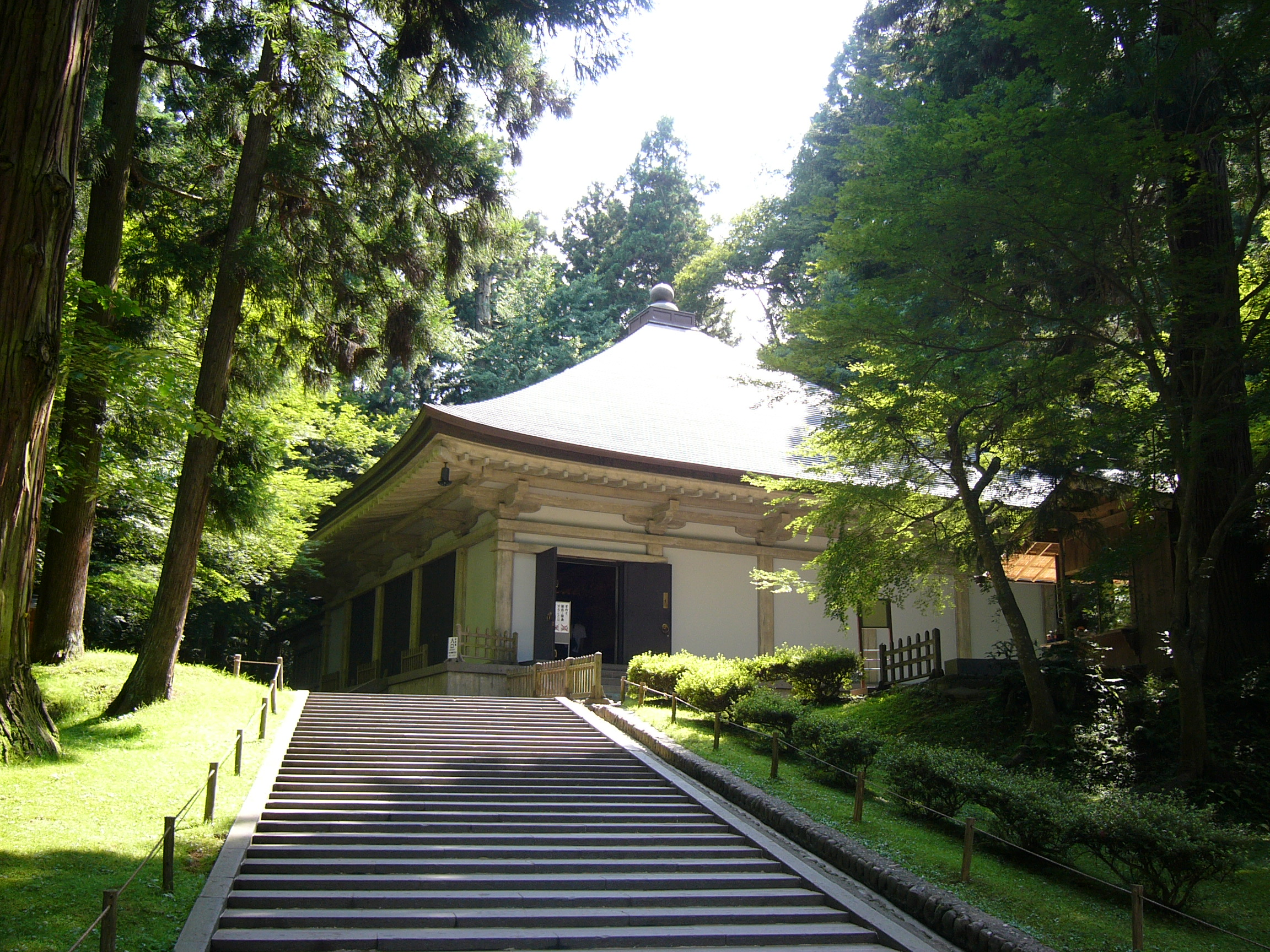
藤原清衡、平泉に中尊寺を建立(1105年)。画像は、中尊寺金色堂(1124)。

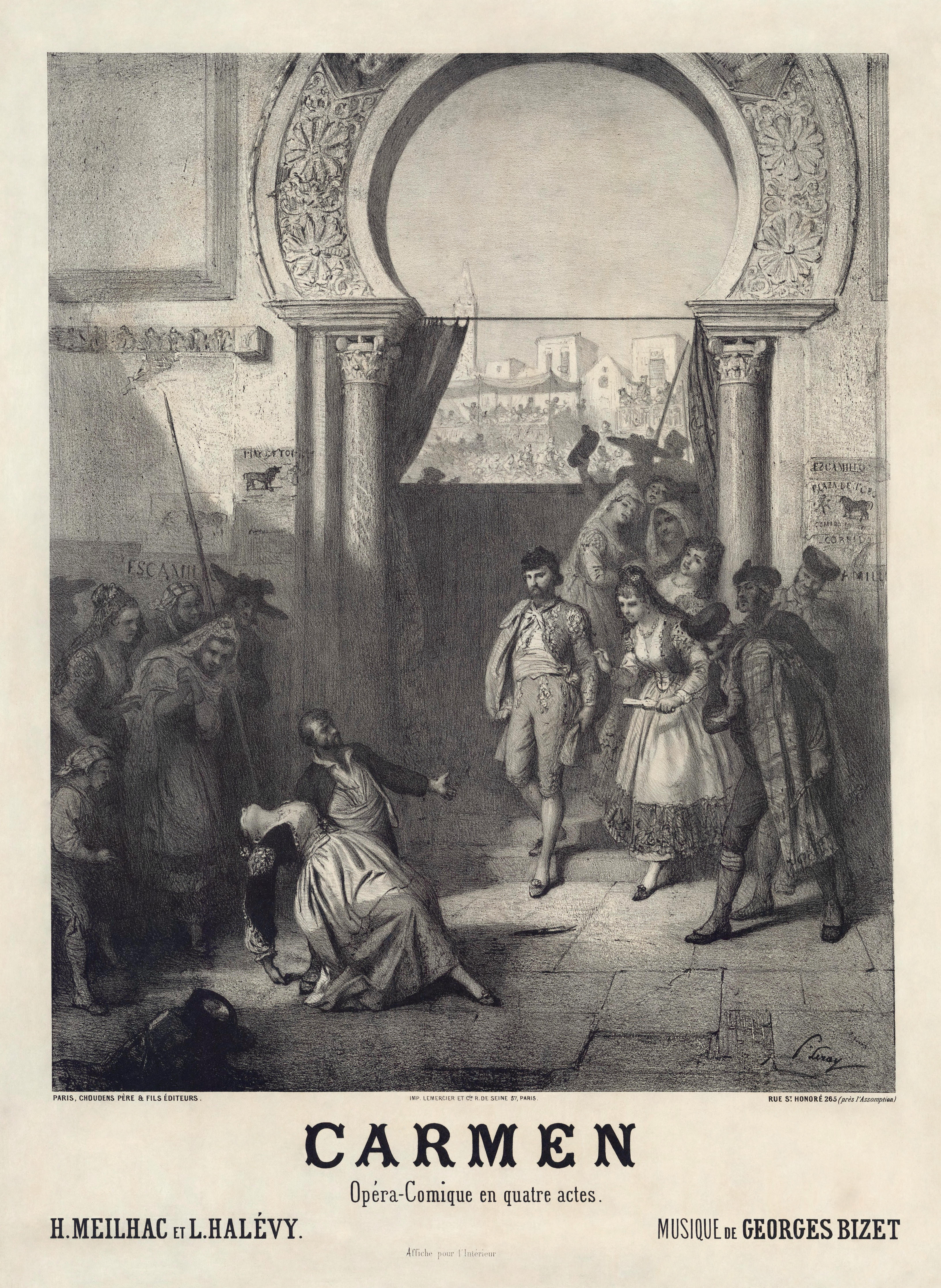
ジョルジュ・ビゼーのオペラ『カルメン』初演。画像は初演時のポスター。

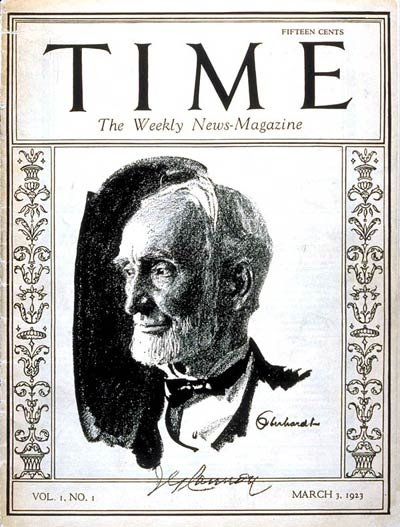
『タイム』創刊号(1923年)の表紙。肖像は元米下院議長ジョセフ・ガーニー・キャノン

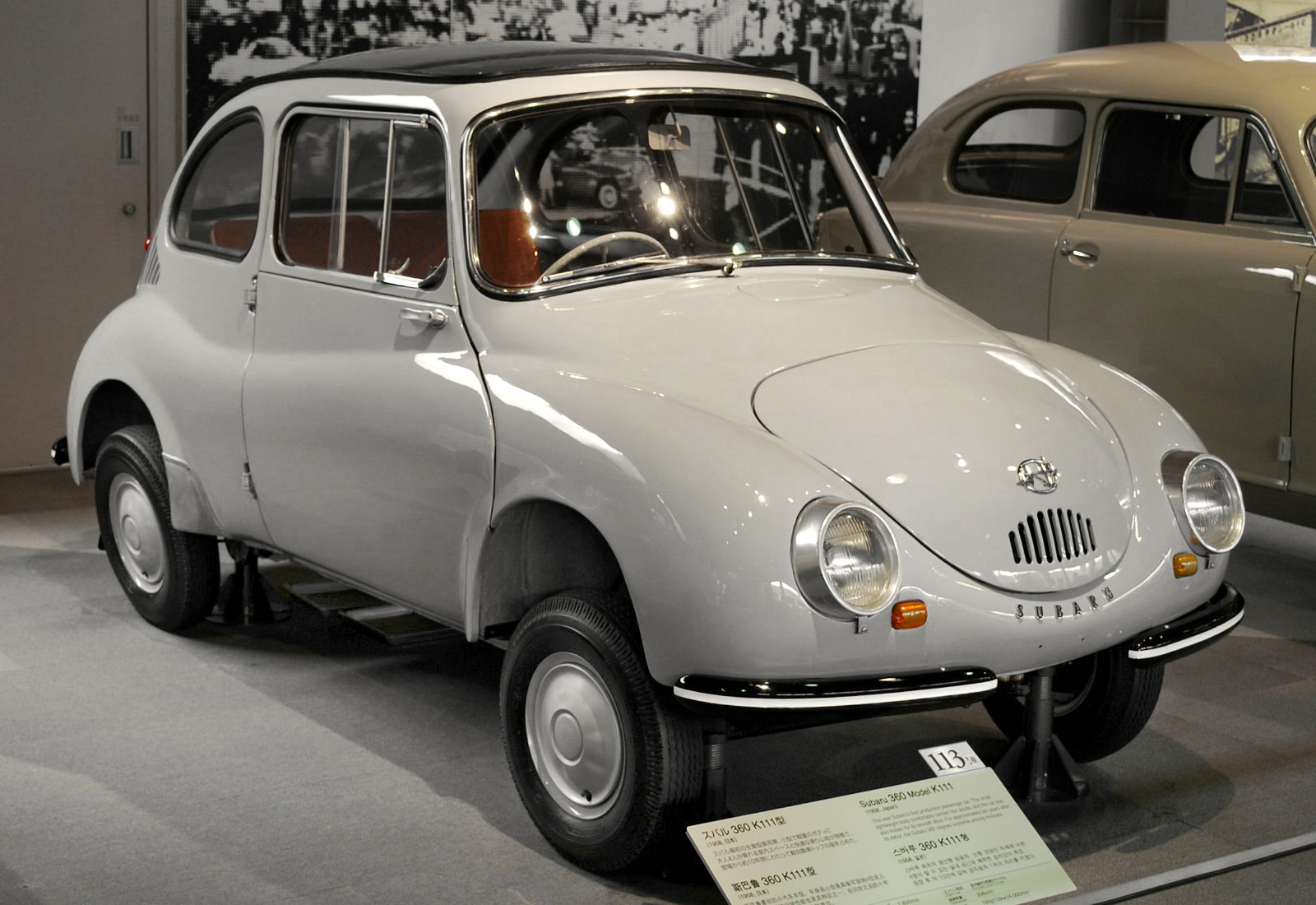
富士重工業、スバル・360を発表(1958年)。

- 1105年（長治2年2月15日） - 藤原清衡が平泉に最初院多宝寺（中尊寺）を建立する。
- 1573年（元亀4年1月30日） - 足利義昭が織田信長討伐のために挙兵する。
- 1803年 - スペインの軍事学校・コレジオ・ミリタールが創立。
- 1842年 - フェリックス・メンデルスゾーンの交響曲第3番『スコットランド』が作曲者指揮のライプツィヒ・ゲヴァントハウス管弦楽団によって初演。
- 1845年 - フロリダが州に昇格し、アメリカ合衆国27番目の州・フロリダ州となる。
- 1845年 - アメリカ議会が初めて大統領の拒否権に優越して法律を制定。
- 1849年 - ミネソタ準州が州に昇格して、アメリカ合衆国32番目の州・ミネソタ州となる。
- 1849年 - アメリカ合衆国内務省設置。
- 1857年 - アロー戦争: フランスとイギリスが清に宣戦布告。
- 1861年（ユリウス暦2月19日） - ロシア皇帝アレクサンドル2世が農奴解放令を発布、5日から施行。
- 1865年 - 香港上海銀行（HSBC）設立。
- 1875年 - オペラ『カルメン』がパリのオペラ＝コミック座で初演[1]。
- 1878年 - オスマン帝国とロシア帝国がサン・ステファノ条約を結び、ブルガリア王国が独立。
- 1879年 - アメリカ地質調査所設置。
- 1885年 - アメリカ電信電話（AT&T）設立。
- 1901年 - 日比谷大神宮（現在の東京大神宮）で民間初の神前結婚式が行なわれる。
- 1904年 - ドイツ皇帝ヴィルヘルム2世が世界で初めて政治演説をレコードに録音する。
- 1909年 - 博多駅駅舎完成（明治42年駅舎）。
- 1913年 - アメリカのワシントンで約5000人が女性参政権を求めてデモ活動を実施。見物していた男性が暴力を働き混乱[2]。
- 1915年 - アメリカで国家航空諮問委員会（NACA、NASAの前身）設置。
- 1918年 - ロシア・ウクライナのボリシェヴィキ政府がドイツ帝国・オーストリア＝ハンガリー帝国・オスマン帝国・ブルガリア王国とブレスト＝リトフスク条約を結ぶ。
- 1919年 - 日本の大審院で信玄公旗掛松事件の判決が言い渡され、原告の勝訴が確定。
- 1921年 - 日本の皇太子裕仁親王（後の昭和天皇）がヨーロッパ歴訪に出発（皇太子裕仁親王の欧州訪問）。
- 1922年 - 全国水平社結成、日本で初めての人権宣言である｢水平社宣言｣が宣言される[3]。
- 1923年 - アメリカ初の週刊ニュース雑誌『タイム』が創刊[4]。
- 1924年 - トルコで1400年続いたカリフ制が廃止（英語版）され、最後のカリフ・アブデュルメジト2世らオスマン王家の全成員が国外追放される。
- 1927年 - アメリカから日本へ親善のために贈られたいわゆる「青い目の人形」の歓迎式典が日本青年館などで催される。
- 1931年 - フーバー大統領が法律に署名し、「星条旗」がアメリカ合衆国の国歌として制定される[5]。
- 1933年 - 昭和三陸地震が発生、死者、行方不明者3,064人、約6,800棟の家屋が流出する被害を出す[6]。
- 1933年 - 健行科技大学の前身・三極電信学校が上海市で開校。
- 1938年 - 衆議院委員会審議において「黙れ」事件（国家総動員法#「黙れ」事件）。
- 1938年 - 衆議院議員安部磯雄襲撃事件。
- 1945年 - 第二次世界大戦: アメリカ軍・フィリピン軍が、日本が占領していたマニラを奪還。
- 1946年 - 物価統制令公布。
- 1950年 - 田中耕太郎が最高裁判所長官に就任。1960年まで。
- 1951年 - 四国少年院（香川県善通寺市）から少年21人が集団逃走。同院からは同年2月11日にも46人の集団逃走があったばかり[7]。
- 1955年 - カンボジア国王ノロドム・シハヌークが政治家になるために退位。父のノロドム・スラマリットが後継国王に即位。
- 1958年 - 富士重工業（現・SUBARU）が初の軽自動車、スバル・360を発表。
- 1959年 - NHK鳥取テレビジョン放送、日本海テレビジョン放送（NKT）開局。
- 1961年 - ハサン2世がモロッコ国王に即位。
- 1969年 - アポロ計画: アメリカの有人宇宙船「アポロ9号」が打ち上げられる。月着陸船による初の有人飛行。
- 1969年 - カリフォルニア州ミラマー海軍航空基地にアメリカ海軍戦闘機兵器学校（NFWS）が開設された。
- 1973年 - 絶滅のおそれのある野生動植物の種の国際取引に関する条約（ワシントン条約）調印。
- 1974年 - トルコ航空DC-10パリ墜落事故が発生。
- 1985年 - 福岡市地下鉄空港線延長部（博多駅［仮駅舎］〜博多駅間）が開業。
- 1986年 - 京葉線・西船橋 - 南船橋および南船橋 - 千葉港（現在の千葉みなと）が開業し、武蔵野線に乗入れ。
- 1986年 - 愛媛県の予讃本線・向井原 - 内子・伊予大洲 - 新谷が開業し、内子線経由の短絡ルートが完成。
- 1986年 - 全日本空輸（ANA）の初の国際定期便、成田-グアム線が就航[8]。
- 1991年 - ユナイテッド航空585便墜落事故が発生。
- 1991年 - ラトビアとエストニアでソビエト連邦からの独立を問う国民投票が行われ、ラトビアで国民の74%、エストニアで83%が独立に賛成。
- 1993年 - 福岡市地下鉄空港線延長部（博多駅 - 福岡空港駅間）が開業し全通。
- 1993年 - CHAGE&ASKAの『YAH YAH YAH』のCDシングルが発売。242万枚の爆発的なヒットに。
- 1995年 - ソマリアから最後のPKO部隊が撤退。
- 1997年 - ニュージーランドのオークランドに、南半球で最も高い塔「スカイタワー」がオープン。
- 1999年 - 日本銀行が、短期金利の指標である無担保コール翌日物金利を史上最低の0.15%に誘導することを決定。ゼロ金利政策を開始する。
- 1999年 - 『だんご3兄弟』のCDが発売。爆発的なヒットに。
- 2001年 - スポーツ振興くじ（toto）が全国発売開始。
- 2005年 - 西武鉄道の証券取引法違反事件で、西武鉄道前会長の堤義明が東京地方検察庁特捜部に逮捕される。
- 2006年 - 高知県にて、高知白バイ衝突死事故が発生。
- 2006年 - 第1回ワールド・ベースボール・クラシック（WBC）が開幕。3月20日まで。
- 2008年 - 薬害エイズ事件: 最高裁判所が厚生省元生物製剤課長の上告を棄却し、有罪が確定。
- 2009年 - ケルン市歴史文書館が倒壊。
- 2011年 - 延床面積約20万平方メートルの日本最大級の駅ビル、JR博多シティが開業[9]。
- 2017年 - 任天堂の家庭用ゲーム機「Nintendo Switch」が日本、北米、欧州、オーストラリア、香港などで同時発売[10]。
- 2023年 - 警視庁は、楽天モバイルの携帯電話基地局整備事業をめぐり、約300億円を不正に水増しして楽天モバイル社に支払わせたとして、同社の元部長ら3人を詐欺の疑いで逮捕した[11]。

## 誕生日

### 人物

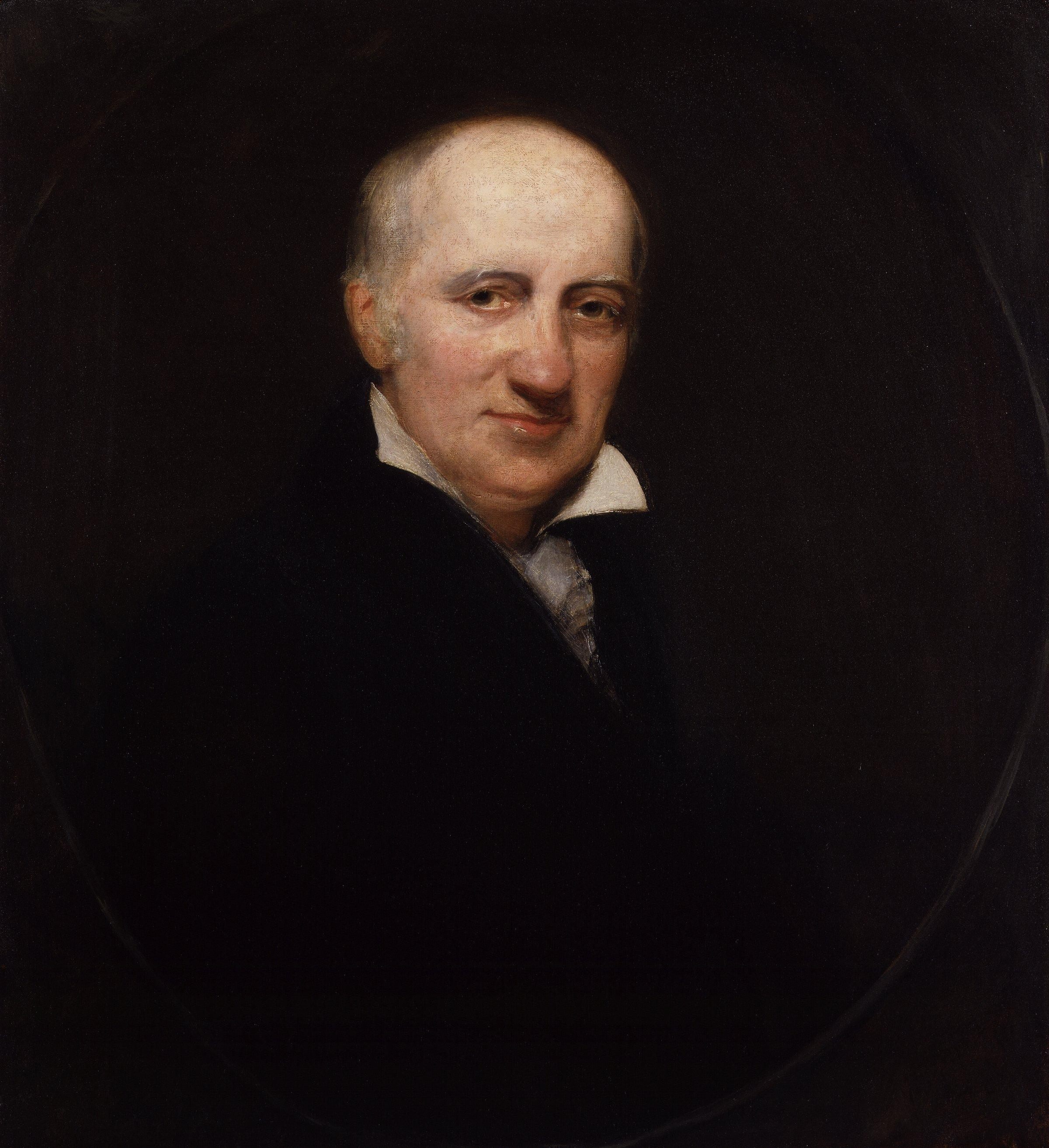
無政府主義の先駆者ウィリアム・ゴドウィン（1756年 - 1836年）誕生。

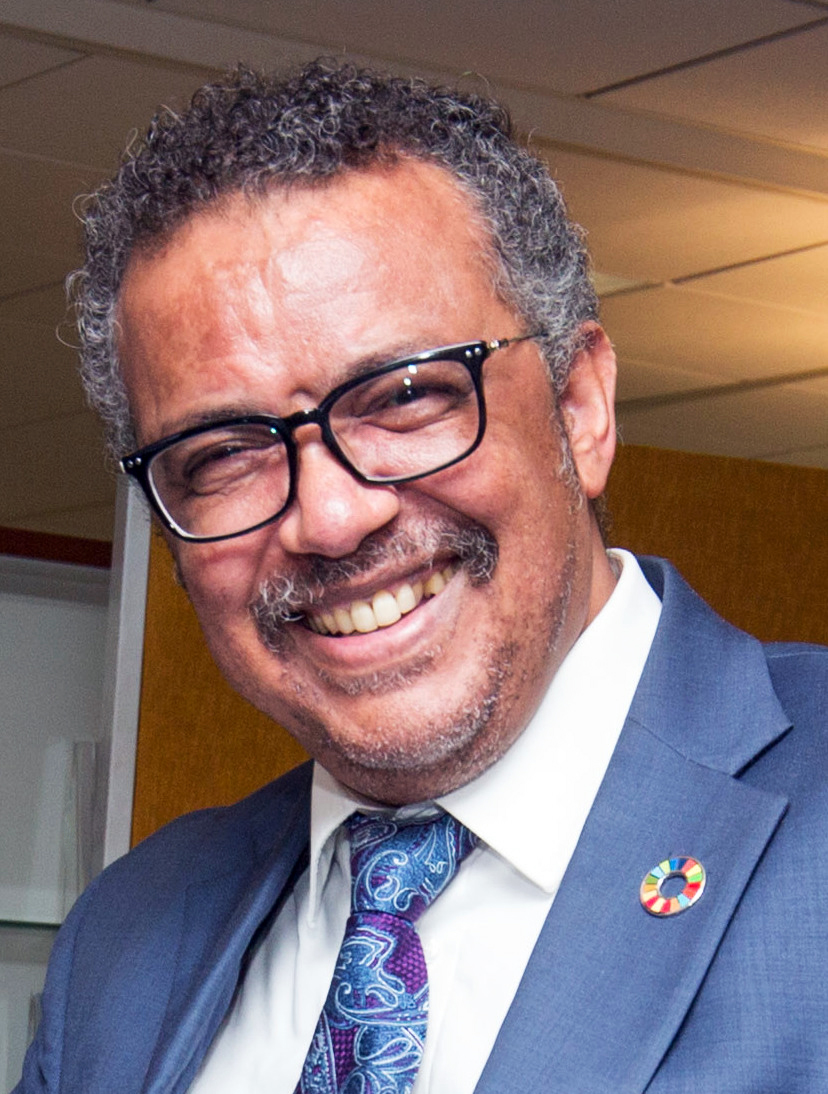
WHO事務局長テドロス・アダノム（1965年-）誕生。

- 1279年 - イスマーイール1世、ナスル朝スルターン（+ 1325年）
- 1439年（永享11年閏1月18日） - 足利義視[12]、室町幕府の武将（+ 1491年）
- 1455年 - ジョアン2世、ポルトガル王（+ 1495年）
- 1520年 - マティアス・フラキウス・イリリクス、神学者、歴史家（+ 1575年）
- 1622年（元和8年1月21日） - 鍋島直朝、第3代鹿島藩主（+ 1709年）
- 1668年（寛文8年1月21日） - 毛利吉就、第4代長州藩主（+ 1694年）
- 1702年（元禄15年2月5日） - 吉益東洞、漢方医（+ 1773年）
- 1756年 - ウィリアム・ゴドウィン、政治評論家、無政府主義の先駆者（+ 1836年）
- 1803年 - アレクサンドル＝ガブリエル・ドゥカン、画家（+ 1860年）
- 1838年 - ジョージ・ウィリアム・ヒル、天文学者、数学者（+ 1914年）
- 1844年（弘化元年1月15日） - 青木周蔵、外交官（+ 1914年）
- 1845年 - ゲオルク・カントール、数学者（+ 1918年）
- 1847年 - アレクサンダー・グラハム・ベル、電話機発明者（+ 1922年）
- 1860年 - モンテ・ウォード、元プロ野球選手（+ 1925年）
- 1863年 - アーサー・マッケン、小説家（+ 1947年）
- 1868年 - アラン（エミール＝オーギュスト・シャルティエ）、哲学者、著述家（+ 1951年）
- 1868年（慶応4年2月10日） - 新海竹太郎、彫刻家（+ 1927年）
- 1869年 - ヘンリー・ウッド、指揮者（+ 1944年）
- 1871年 - モリス・ガラン、自転車競技選手（+ 1957年）
- 1872年 - ウィリー・キーラー、元プロ野球選手（+ 1923年）
- 1879年 - 正宗白鳥、小説家 （+ 1962年）
- 1880年 - 三淵忠彦、裁判官（+ 1950年）
- 1882年 - 伊藤晴雨、画家（+ 1961年）
- 1883年 - 和田三造、画家（+ 1967年）
- 1886年 - 池部鈞、漫画家、洋画家（+ 1969年）
- 1890年 - 坪田譲治、児童文学作家（+ 1982年）
- 1891年 - フェデリコ・モレーノ・トローバ、作曲家、指揮者（+ 1982年）
- 1893年 - 高野素十、俳人（+ 1976年）
- 1894年 - 古海卓二、映画監督（+ 1961年）
- 1894年 - 山田午郎、サッカー選手、指導者（+ 1958年）
- 1895年 - ラグナル・フリッシュ、経済学者（+ 1973年）
- 1895年 - マシュー・リッジウェイ、アメリカ陸軍の大将（+ 1993年）
- 1898年 - エミール・アルティン、数学者（+ 1962年）
- 1900年 - 石原文雄、小説家（+ 1971年）
- 1904年 - 鈴木安蔵、憲法学者（+ 1983年）
- 1909年 - 北山茂夫、歴史学者（+ 1984年）
- 1911年 - ジーン・ハーロウ、女優（+ 1937年）
- 1912年 - 福家俊一、政治家 （+ 1987年）
- 1912年 - 石原俊、実業家（+ 2003年）
- 1913年 - ロジェ・カイヨワ、社会学者、哲学者 （+ 1978年）
- 1914年 - 加藤正二、元プロ野球選手（+ 1958年）
- 1916年 - 小嶋千鶴子、実業家、ジャスコ（現イオン）創業者（+ 2022年）
- 1917年 - ウィル・アイズナー、漫画家（+ 2005年）
- 1918年 - アーサー・コーンバーグ、生化学者（+ 2007年）
- 1918年 - 稲葉誠一、政治家 （+ 1998年）
- 1920年 - 中田ラケット、漫才師（中田ダイマル・ラケット）（+ 1997年）
- 1920年 - ジェームズ・ドゥーアン、俳優（+ 2005年）
- 1921年 - 福井英一、漫画家（+ 1954年）
- 1922年 - ヒデクチ・ナーンドル、サッカー選手、指導者（+ 2002年）
- 1923年 - ドック・ワトソン、ギタリスト、フォークシンガー（+ 2012年）
- 1924年 - 村山富市、元政治家、第81代内閣総理大臣
- 1924年 - いぬいとみこ、児童文学作家（+ 2002年）
- 1925年 - ハーブ・ハーデスティ、ミュージシャン（+ 2016年）
- 1926年 - 今泉正隆、警察官僚（+ 2022年）
- 1927年 - 茶川一郎、俳優（+ 2000年）
- 1928年 - 小島功、漫画家（+ 2015年[13]）
- 1928年 - グードルン・パウゼヴァング、作家
- 1929年 - 佐藤肇、映画監督（+ 1995年）
- 1930年 - 高石邦男、官僚（+ 2021年）
- 1930年 - イオン・イリエスク、政治家（+ 2025年）
- 1931年 - ヴェルナー・ハース、ピアニスト（+ 1976年）
- 1933年 - 森川敏雄、実業家（+ 2019年）
- 1933年 - ジミー・ギャリソン、ジャズベーシスト（+ 1976年）
- 1935年 - 法元英明、元プロ野球選手
- 1935年 - 高田敏江、女優
- 1935年 - マイケル・ウォルツァー、政治哲学者
- 1936年 - 池田啓一、元プロ野球選手
- 1937年 - 野田実、政治家
- 1938年 - 米田哲也、元プロ野球選手
- 1939年 - 三橋節子、画家（+ 1975年）
- 1939年 - エディト・パイネマン、ヴァイオリニスト
- 1941年 - 徳光和夫、フリーアナウンサー（戸籍上は3月10日）
- 1941年 - 西田利貞、霊長類学者（+ 2011年）
- 1944年 - 南正人、歌手（+ 2021年）
- 1945年 - 吉川碧堂、書家
- 1945年 - ジョージ・ミラー、映画監督、映画プロデューサー
- 1946年 - エユプ・ガニッチ、政治家、工学者
- 1947年 - 黒土三男、脚本家、映画監督（+ 2023年）
- 1947年 - 李正子、歌人
- 1948年 - 藤原敏男、元キックボクサー
- 1948年 - スノウィー・ホワイト、ギタリスト
- 1949年 - 土屋博映、国文学者、予備校講師
- 1949年 - 梶川博、アーチェリー選手
- 1950年 - 林義勝、写真家
- 1951年 - 竹中平蔵、慶應義塾大学教授、政治家
- 1951年 - 沼よしのぶ、漫画家
- 1951年 - 伊達泰司、元プロ野球選手
- 1952年 - 瀬戸弘幸、政治活動家
- 1952年 - 大森一樹、映画監督（+ 2022年）
- 1953年 - ジーコ、サッカー選手、指導者
- 1954年 - 手間本北栄、彩書家
- 1954年 - 内山晃、政治家、社会保険労務士
- 1955年 - 是方博邦、ギタリスト
- 1955年 - ケント・デリカット、タレント
- 1956年 - ズビグニェフ・ボニエク、元サッカー選手、指導者
- 1958年 - 栗田貫一、タレント、声優
- 1958年 - 三谷典正、元競輪選手、元ラグビー選手
- 1958年 - ミランダ・リチャードソン、女優
- 1959年 - マッハ文朱、プロレスラー、タレント
- 1959年 - 宮台真司、社会学者
- 1960年 - チャック・ケアリー、元プロ野球選手
- 1960年 - 平川雅敏、元プロ野球選手
- 1961年 - 上田現、シンガーソングライター、作曲家、音楽プロデューサー（+ 2008年）
- 1961年 - 金喆鎬、プロボクサー
- 1962年 - ジャッキー・ジョイナー・カーシー、陸上競技選手
- 1962年 - 刀根麻理子、ミュージシャン
- 1963年 - 織田央、農林水産技官
- 1963年 - 小松節夫、ラグビーユニオン指導者
- 1964年 - 河井リツ子、漫画家
- 1964年 - 米川英之、ミュージシャン、ギタリスト（元C-C-B）
- 1964年 - 池田大介、キーボーディスト、編曲家
- 1964年 - 江嘉良、卓球選手
- 1964年 - 小島啓民、野球選手
- 1964年 - ローラ・ハリング、女優
- 1965年 - 池田恵、漫画家
- 1965年 - ドラガン・ストイコビッチ、元サッカー選手、指導者
- 1965年 - テドロス・アダノム、WHO事務局長
- 1966年 - 小出広美、歌手
- 1966年 - まはら三桃、児童文学作家
- 1966年 - ティモ・トルキ、ミュージシャン、ギタリスト
- 1967年 - 三角哲男、競艇選手
- 1967年 - 米美知子、写真家
- 1967年 - 島崎毅、元プロ野球選手
- 1967年 - 木幡美子、元アナウンサー
- 1968年 - デニス・ペトロフ、フィギュアスケート選手
- 1968年 - 柳生真吾、タレント、園芸家（+ 2015年）
- 1970年 - 原田喧太、ミュージシャン、ギタリスト
- 1970年 - 三遊亭楽京、落語家
- 1970年 - 高木章次、漫画家
- 1970年 - サイモン・ビウォット、マラソン選手
- 1971年 - 小林聖太郎、映画監督
- 1972年 - 武智健二、俳優、スーツアクター
- 1972年 - 桂りょうば、落語家、ミュージシャン
- 1972年 - マイク・ロマノ、元プロ野球選手
- 1973年 - 影崎由那、漫画家、イラストレーター
- 1973年 - chiho、ミュージシャン（MOTOCOMPO）
- 1973年 - あいざわかおり、元タレント
- 1974年 - 高畠俊、ミュージシャン、ベーシスト
- 1975年 - 氷高小夜、元AV女優
- 1977年 - 岡部誠、騎手
- 1977年 - ローナン・キーティング、シンガーソングライター
- 1977年 - 土井コマキ、ラジオDJ
- 1978年 - 徐懐鈺、歌手
- 1978年 - 田代杏子、アナウンサー
- 1979年 - 西尾祐里、タレント
- 1979年 - 流石矢一、俳優
- 1979年 - 櫛野亮、元サッカー選手
- 1979年 - ホルヘ・フリオ、元プロ野球選手
- 1979年 - アルベルト・ジョルケラ、サッカー選手
- 1979年 - いときん、MC、トラックメイカー（ET-KING）(+2018年[14]）
- 1980年 - こしじまとしこ、歌手（capsule）
- 1980年 - 竹中三佳、モデル、リポーター
- 1980年 - 佐藤克樹、アナウンサー
- 1981年 - 永井裕子、演歌歌手
- 1981年 - 折笠奈緒美、元声優
- 1981年 - 沈鈺傑、元プロ野球選手
- 1981年 - ナジ・ラースロー、ハンドボール選手
- 1981年 - ジャスティン・ガブリエル、プロレスラー
- 1981年 - ムラタメグミ、元歌手（元メロン記念日）
- 1982年 - 桜井美紀、ミュージカル女優、ダンサー
- 1982年 - 川上ゆう、AV女優
- 1982年 - ジェシカ・ビール、女優
- 1983年 - 橋本崇載、元将棋棋士
- 1983年 - 梅津智弘、元プロ野球選手
- 1983年 - 渡辺雅弘、元プロ野球選手
- 1983年 - 奥田麻衣、アナウンサー
- 1984年 - 吉沢明歩、タレント、元AV女優
- 1984年 - 東條加那子、声優
- 1985年 - さいとう真央、AV女優、ストリッパー
- 1985年 - 紗那、グラビアアイドル
- 1985年 - 河中あい、タレント
- 1986年 - 原田祐希、元AV女優
- 1986年 - ステイシー・オリコ、歌手
- 1986年 - 篠栗たかし、お笑いタレント（エイトブリッジ）
- 1987年 - ひぃたん、ボーカリスト（ジン）
- 1987年 - 重松謙太、ミュージシャン（元チュール）
- 1987年 - 青山玲子、元モデル、女優、タレント
- 1988年 - 美沢将、元プロ野球選手
- 1989年 - 権田修一、サッカー選手
- 1989年 - 藤本那菜、アイスホッケー選手
- 1989年 - 武藤なみ、グラビアアイドル
- 1989年 - 並木優、元AV女優
- 1989年 - 桜木凛、元AV女優
- 1989年 - 水玉レモン、AV女優
- 1990年 - 牧野くるみ、AV女優
- 1990年 - エマニュエル・リヴィエール、サッカー選手
- 1991年 - 坂口杏里、元タレント
- 1991年 - パク・チョロン、歌手、女優
- 1992年 - 原口文仁、プロ野球選手
- 1992年 - 市川まほ、AV女優
- 1992年 - 大村晟、元アナウンサー
- 1993年 - 村元哉中、フィギュアスケート選手
- 1994年 - 川島海荷、女優（元9nine）
- 1994年 - 石原慎也、シンガーソングライター
- 1994年 - 猶本光、サッカー選手
- 1994年 - 八代弥、将棋棋士
- 1994年 - ディルソン・ヘレーラ、プロ野球選手
- 1995年 - あらい美生、ファッションモデル、女優
- 1996年 - 堀琴音、プロゴルファー
- 1996年 - 上田智輝、サッカー選手
- 1997年 - 村岡桃佳、チェアスキー選手
- 1997年 - カミラ・カベロ、歌手
- 1998年 - 出口匠、元プロ野球選手
- 1999年 - くぅ、シンガーソングライター、ボカロP（+ 2024年）
- 1999年 - 恋渕ももな、AV女優
- 1999年 - 武田雛歩、グラビアアイドル、雀士（たけやま3.5）
- 2000年 - 千明龍之佑、陸上競技選手
- 2000年 - 安田悠馬、プロ野球選手
- 2003年 - 柴田柚菜、アイドル（乃木坂46）
- 2003年 - 岡崎百々子、元アイドル、モデル（BABYMETAL）
- 2003年 - 斎藤愛莉、グラビアアイドル
- 2003年 - 佐々木さき、AV女優
- 2003年 - 逢沢みゆ、AV女優
- 2004年 - 一宮希帆、AV女優
- 2004年 - 成田香姫奈、アイドル（AKB48）
- 生年不詳 - 桃丸ねくと、元アイドル（GEMS COMPANY）
- 生年不詳 - 小木曽佳成、声優
- 生年不詳 - 緒田マリ、声優
- 生年不詳 - 椎田十三、小説家
- 生年不詳 - 鍵空とみやき、漫画家
- 生年不詳 - 下村トモヒロ、漫画家
- 生年不詳 - 浜田文子、人形作家
- 生年不詳 - 松本ミトヒ。、漫画家
- 生年不詳 - U-K、漫画家

### 人物以外（動物など）
- 2007年 - ステラリード、競走馬
- 2008年 - カネマサコンコルド、競走馬（+ 没年不明）

## 忌日

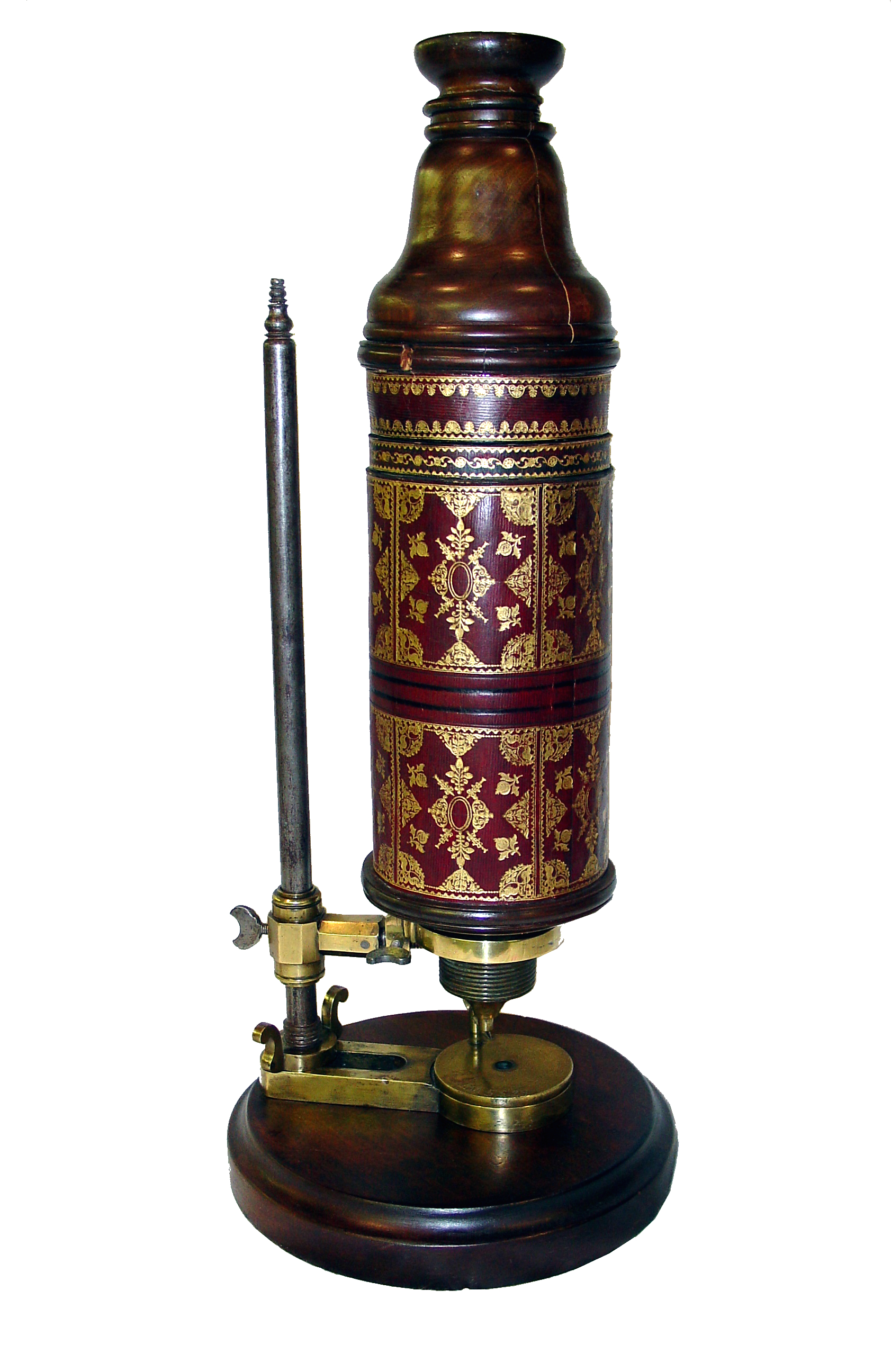
フックの法則など発見した物理学者・生物学者ロバート・フック(1635 - 1703)没。画像はフック自作の顕微鏡。

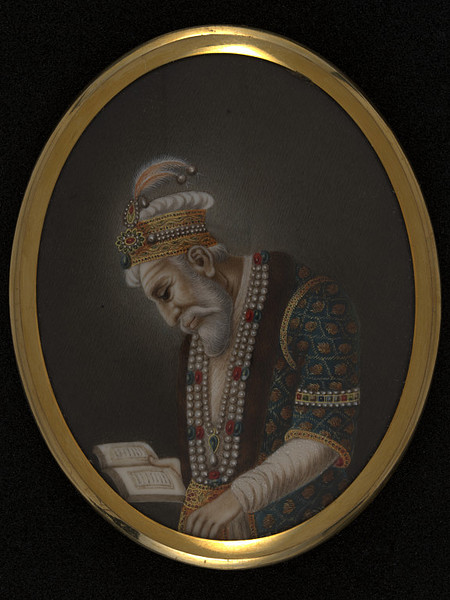
アウラングゼーブ(1618 - 1707)。ムガル帝国の版図は没年までに最大となったが、死後に帝国は崩壊した。

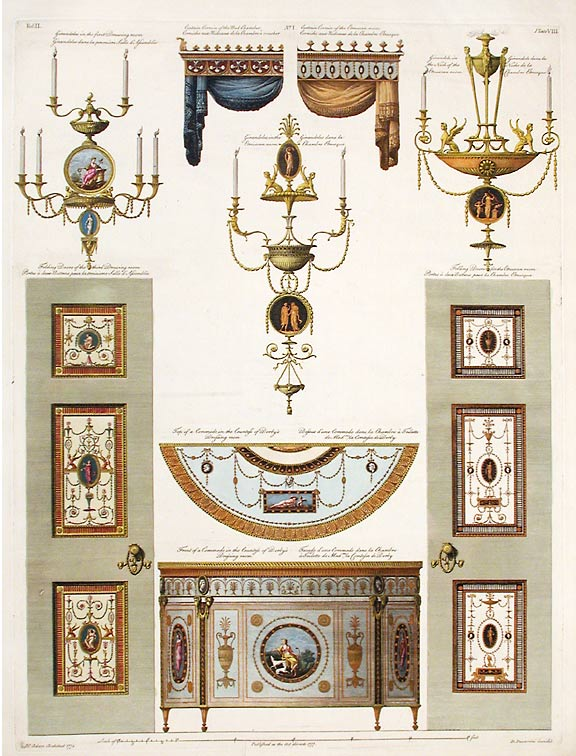
建築家ロバート・アダム(1728 - 1792)没。グロテスク様式を洗練させたアダムスタイルで知られる。

- 1040年 - クニグンデ・フォン・ルクセンブルク、神聖ローマ皇帝ハインリヒ2世の皇后（* 975年頃）
- 1108年（天仁元年1月19日） - 源義親、平安時代の武将
- 1111年 - ボエモン1世、アンティオキア公（* 1068年頃）
- 1554年 - ヨハン・フリードリヒ、ザクセン公（* 1503年）
- 1615年（慶長20年2月4日） - 督姫、徳川家康の次女（* 1565年）
- 1703年 - ロバート・フック、物理学者、生物学者（* 1635年）
- 1706年 - ヨハン・パッヘルベル、作曲家（* 1653年）
- 1707年 - アウラングゼーブ、ムガル帝国皇帝（* 1618年）
- 1768年 - ニコラ・ポルポラ、作曲家（* 1686年）
- 1792年 - ロバート・アダム、建築家（* 1728年）
- 1824年 - ジョヴァンニ・バッティスタ・ヴィオッティ、作曲家、ヴァイオリニスト（* 1755年）
- 1833年 - ハインリッヒ・ヴェルナー、音楽教師　（* 1800年）
- 1850年（嘉永3年1月20日） - 松平斉典、川越藩主（* 1797年）
- 1854年 - ハリエット・スミスソン、女優（* 1800年）
- 1855年 - ジャック＝シャルル・デュポンドルール、フランス臨時政府議長（* 1767年）
- 1869年 - ジェイムズ・ガスリー、第21代アメリカ合衆国財務長官（* 1792年）
- 1882年 - ホーレス・メイナード、第31代アメリカ合衆国郵政長官（* 1814年）
- 1914年 - 下岡蓮杖、写真家、画家（* 1823年）
- 1926年 - ユリウス・エプシュタイン、ピアニスト（* 1832年）
- 1928年 - ヤン・トーロップ、画家（* 1858年）
- 1932年 - オイゲン・ダルベール、作曲家（* 1864年）
- 1943年 - 小錦八十吉 (1887年生)、大相撲力士（* 1887年）
- 1952年 - 渡辺長男、彫刻家（* 1874年）
- 1954年 - 岩田巌、経済学者（* 1905年）
- 1961年 - パウル・ウィトゲンシュタイン、ピアニスト（* 1887年）
- 1969年 - 若羽黒朋明、大相撲力士（* 1934年）
- 1970年 - 佐藤観次郎、ジャーナリスト、日本社会党衆議院議員（* 1901年）
- 1974年 - ジョン・クーパー、陸上競技選手（* 1940年）
- 1975年 - オットー・ウィンツァー、ドイツ民主共和国（東ドイツ）外相（* 1902年）
- 1977年 - 竹内好、中国文学者（* 1910年）
- 1981年 - 山県昌夫、船舶工学者、東京大学名誉教授（* 1898年）
- 1982年 - ジョルジュ・ペレック、小説家（* 1936年）
- 1983年 - 安東聖空、書家（* 1893年）
- 1983年 - アーサー・ケストラー、小説家、思想家（* 1905年）
- 1983年 - エルジェ、漫画家（* 1907年）
- 1984年 - 星野立子、俳人（* 1903年）
- 1986年 - 浅賀ふさ、医療ソーシャルワーカー（* 1894年）
- 1987年 - ダニー・ケイ、俳優、歌手、コメディアン（* 1913年）
- 1989年 - 大坂志郎、俳優（* 1920年）
- 1990年 - シャーロット・ムーア＝シタリー、天文学者（* 1898年）
- 1992年 - レラ・ロンバルディ、F1ドライバー（* 1941年）
- 1993年 - 川又英雄、経営者、元相模鉄道社長（* 1917年）
- 1993年 - カルロス・マルセロ、マフィアのボス（* 1910年）
- 1996年 - マルグリット・デュラス、作家（* 1914年）
- 1997年 - スタニスラフ・シャターリン、経済学者（* 1934年）
- 1999年 - 藤原弘達、政治評論家（* 1921年）
- 1999年 - ゲルハルト・ヘルツベルク、化学者（* 1904年）
- 2000年 - 伊東壮、経済学者、平和運動家、元山梨大学学長（* 1929年）
- 2000年 - 岡道男、文学研究者（* 1931年）
- 2001年 - 小倉満、実業家、政治家、元大垣市長（* 1932年）
- 2002年 - 今井俊満、画家（* 1928年）
- 2002年 - 春名和雄、実業家（* 1919年）
- 2003年 - ゴッフレド・ペトラッシ、作曲家（* 1904年）
- 2003年 - ホルスト・ブッフホルツ、俳優（* 1933年）
- 2005年 - 大矢雅彦、地理学者（* 1923年）
- 2005年 - 芝生瑞和、国際ジャーナリスト（* 1945年）
- 2005年 - リヌス・ミケルス、サッカー選手、監督（* 1928年）
- 2007年 - オズヴァルド・カヴァンドーリ、カートゥーン作家（* 1920年）
- 2008年 - 松永伍一、詩人（* 1930年）
- 2008年 - 広川太一郎、声優、ナレーター（* 1939年）
- 2008年 - ジュゼッペ・ディ・ステファーノ、テノール歌手（* 1921年）
- 2008年 - ノーマン・スミス、ミュージシャン・音楽プロデューサー（* 1923年）
- 2008年 - マルコム・マッケナ、古生物学者（* 1930年）
- 2009年 - 伊藤明彦、ジャーナリスト（* 1936年）
- 2009年 - シドニー・アール・チャップリン、俳優（* 1926年）
- 2010年 - はやし家林蔵、落語家（* 1942年)
- 2010年 - オレグ・チューリン、漕艇選手、1964年東京五輪金メダリスト（* 1937年)
- 2011年 - 神田慶也、化学者、元九州大学・九州産業大学学長（* 1917年）
- 2011年 - 東郷晴子、女優、宝塚歌劇団雪組組長（* 1920年）
- 2011年 - 中原佑介、美術評論家、京都精華大学学長・名誉教授（* 1931年）
- 2012年 - 杉岡華邨、書家（* 1913年）
- 2012年 - ラルフ・マクウォーリー、ダース・ベイダー等のデザイナー（* 1929年）
- 2012年 - ロニー・モントローズ、ギタリスト（* 1947年）
- 2013年 - 村松増美、通訳（* 1930年）
- 2013年 - 須藤薫、歌手（* 1954年）
- 2013年 - 木村恭子、歌手、作曲家（* 1951年か1952年）
- 2014年 - 安井昌二、俳優（* 1928年）
- 2014年 - 関井光男、文芸評論家（* 1939年）
- 2014年 - 宮本正[15]、テノール歌手（* 1919年）
- 2014年 - ロバート・アシュリー、作曲家（* 1930年）
- 2014年 - ジョアブ・トーマス、科学者（* 1933年）
- 2015年 - 三五十五、パフォーマー、ミュージシャン（電撃ネットワーク）（* 1962年）
- 2016年 - 寺田文行、数学者（* 1927年）
- 2016年 - ハヤブサ、プロレスラー（* 1968年）
- 2016年 - ロード・ブレアース、元プロレスラー、初代PWF会長（* 1923年）
- 2017年 - 日比孝吉[16]、実業家、スジャータめいらく創業者（* 1928年）
- 2017年 - 飯沼喜章[17]、実業家（* 1952年）
- 2017年 - 清水房雄、歌人（* 1915年）
- 2017年 - 堀江泰子、料理研究家（* 1923年）
- 2017年 - ルネ・ガルシア・プレヴァル、政治家、元ハイチ大統領（* 1943年）
- 2017年 - ミシャ・メンゲルベルク、ジャズピアニスト、作曲家（* 1935年）
- 2017年 - トミー・ペイジ、シンガーソングライター（* 1970年）
- 2017年 - レイモン・コパ、元サッカー選手、レジオンドヌール勲章受賞者（* 1931年）
- 2018年 - 古河潤之助、実業家、元古河電気工業社長・名誉顧問（* 1935年）
- 2018年 - 芦沢一明、政治家（* 1966年）
- 2018年 - ロジャー・バニスター、元陸上競技選手、神経科医師（* 1929年）
- 2018年 - デヴィッド・オグデン・スティアーズ、俳優、声優（* 1942年）
- 2018年 - ノエル・ドヴォ、バッソン奏者（* 1929年）
- 2018年 - ヴィルギリユス・ノレイカ、オペラ歌手（* 1935年）
- 2019年 - 川合辰雄、実業家、元九州電力社長、元九州経済連合会会長（* 1917年）
- 2019年 - 阿南惟正、実業家、太平工業（現日鉄住金テックスエンジ）元社長、北九州市立大学理事長（* 1933年）
- 2019年 - ピーター・ハーフォード、オルガニスト、作曲家（* 1930年）
- 2019年 - マイク・オリバー、人権活動家（* 1945年）
- 2020年 - 村山美知子、元朝日新聞社社主（* 1920年）
- 2020年 - 犬丸一郎、実業家、元帝国ホテル社長（* 1926年）
- 2020年 - 勝目梓、小説家（* 1932年）
- 2020年 - 別役実、劇作家、童話作家（* 1937年）
- 2020年 - 克里木、軍隊歌手、俳優（* 1940年）
- 2020年 - スタニスワフ・カニャ、政治家（* 1927年）
- 2021年 - 小笠原直樹、実業家、前秋田魁新報社社長（* 1951年）
- 2021年 - 小沢信男、小説家（* 1927年）
- 2021年 - 三宅秀史、元プロ野球選手（* 1934年）
- 2021年 - ニコラ・パジェット、女優（* 1945年）
- 2021年 - ジム・クロケット・ジュニア、プロレスプロモーター（* 1944年）
- 2022年 - 西村京太郎、小説家（* 1930年）
- 2022年 - 三沢淳、元プロ野球選手、政治家（* 1952年）
- 2022年 - ディーン・ウッズ、自転車競技選手、1984年ロサンゼルス五輪金メダリスト（* 1966年）
- 2022年 - アルベルト・ポボル、元サッカー選手、指導者（* 1956年）
- 2022年 - トーマス・ヘイワード、元米国海軍大将、第21代海軍作戦部長（* 1924年）
- 2022年 - ヴァレリー・チビネエフ、軍人（* 1988年）
- 2023年 - 大江健三郎、小説家（* 1935年）
- 2023年 - 今井宏、政治家、元草加市長（* 1941年）
- 2023年 - 鶴澤寛也[18]、三味線奏者（* 1960年か1961年）
- 2023年 - 佐藤凉一[19]、TVドラマプロデューサー（* 1956年）
- 2023年 - トム・サイズモア、俳優（* 1961年）
- 2023年 - デヴィッド・リンドレー、ミュージシャン（* 1944年）
- 2023年 - カルロス・ガーネット、ジャズサクソフォン奏者（* 1938年）
- 2024年 - ボブ・ハリソン、プロバスケットボール選手（* 1927年）
- 2024年 - 篠原眞、作曲家（* 1931年）
- 2024年 - オスカル・ギリア、ギタリスト（* 1938年）
- 2024年 - 黒田鉄山、武術家、振武舘第15代宗家（* 1950年）
- 2025年 - ジャン＝マリー・ロンデックス、サクソフォーン奏者（* 1932年）

## 記念日・年中行事

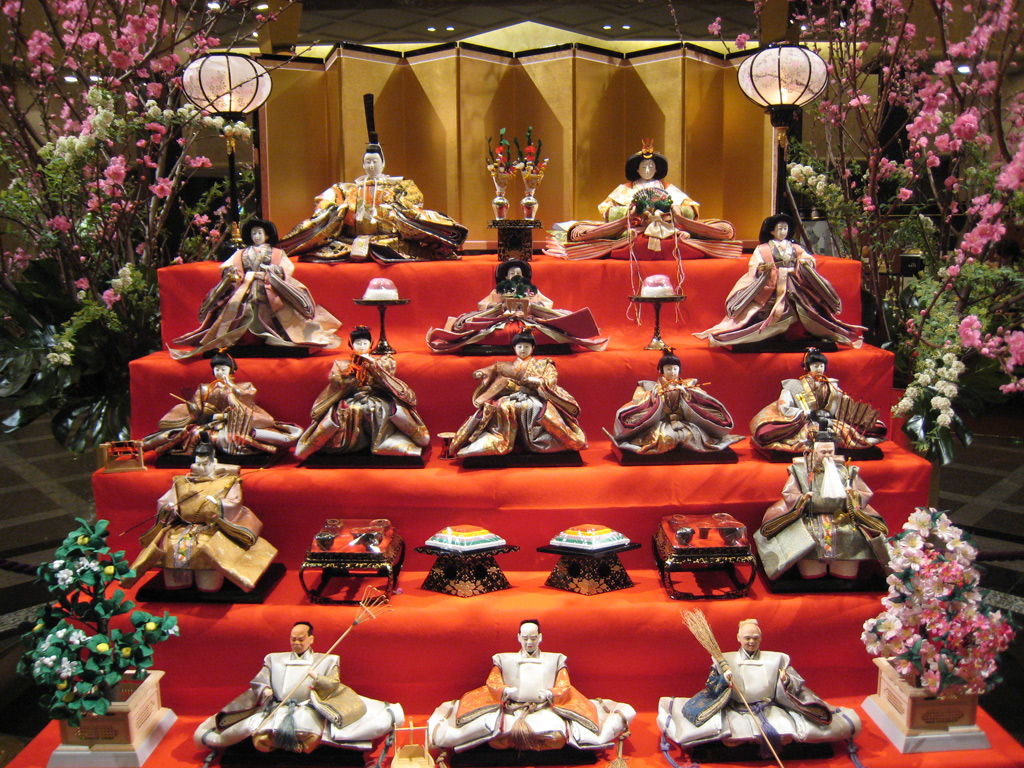
雛祭り

- 上巳（じょうし/じょうみ）、桃の節句（雛祭り）（ 日本）
五節句の一つ。各国では旧暦3月3日だが日本では新暦で祝う。
旧暦の3月3日は、五節句の一つである桃の節句・雛祭り（上巳）。グレゴリオ暦が新暦として施行されて以降、五節句の一つであった桃の節句（上巳）が、新暦に換算されることなくグレゴリオ暦の3月3日に行われている。
- 平和の日（ 世界）
1984年の国際ペンクラブ東京大会で、日本ペンクラブの発案により制定され、1985年から世界中で実施。「女の子の健やかな成長を祝う雛祭りは平和の象徴である」との考えから。
- 聖クニグンデの日 ( 世界)
聖クニグンデの命日。
- 聖キャサリン・ドレクセルの日 ( 世界)
聖キャサリン・ドレクセルの命日。
- 世界野生生物の日 ( 国際連合)
ワシントン条約が1973年3月3日に採択されたことを記念して、2013年、国連が3月3日を「世界野生生物の日」に制定。
- 解放記念日（ ブルガリア）
1878年のこの日、オスマン帝国から独立してブルガリア王国が成立した。
- サムギョプサルの日（ 韓国）
韓国の農業協同組合が2003年に制定。サムが数字の3を意味し、3が重なることから。
- 耳の日（ 日本）
日本耳鼻咽喉科学会が1956年に制定。3月3日の「33」が「みみ」と読めることに由来する[20]。「3」が耳の形に似ているから、また、電話の発明者ベルの誕生日であったからとも言われる。
- 民放ラジオの日（ 日本）
日本民間放送連盟ラジオ委員会が2008年に制定。「耳の日」にちなむ。
- オーディオブックの日（ 日本）
オーディオブックは耳で聴くことから、3と3の語呂合わせに由来する。
- 金魚の日（ 日本）
江戸時代後期頃、3月3日に雛壇に金魚を飾る風習があったことに由来する。
- 三十三観音の日（ 日本）
三十三観音ネットワーク会議が2010年に制定。
- 織田信秀忌（ 日本）
織田信長の父で、尾張の虎と怖れられた織田信秀は、天文20年3月3日（1551年4月8日）、末森城で死去。墓所は名古屋市大須の万松寺と名古屋市千種区の桃巌寺にある。織田信秀の葬儀の際に信長が位牌に抹香を投げつけた事件は、万松寺が舞台。その万松寺では、毎年3月3日に信秀公の追善法要が執り行なわれる[21]。
- 木内神楽（ 日本）
千葉県香取市の木内大神で、江戸時代の文化年間（1804～1818）には既に行われていたという神楽が奉納される。地元の有志で組織する木内神楽保存会によって十二座神楽が継承され、氏子の安泰と五穀豊穣・商売繁盛が祈願される[22]。
- 三十三間堂 春桃会（ 日本）
京都府の三十三間堂で「三十三間堂」の名前にちなんだ「三」の重なる桃の節句に行われる法会。華道家元池坊が桃のいけばなを奉納するほか、千体観音像を特設の高壇から遥拝するなど、縁日（無料公開）のみの慶祝行事が催される。また、この日限定の女性専用「桃のお守り」も授与される[23]。